# Bela krajina
Bela krajina (niem. Weißkrain, Weiße Mark) – region historyczno-geograficzny w południowo-wschodniej Słowenii, stanowiący część Krainy.

## Toponimia
Nazwa Bela krajina powstała w połowie XIX wieku i oznacza dosłownie Białą Krainę. Rzeczownik krajina odnosi się do terytorium granicznego zorganizowanego w celu obrony wojskowej. 
Przymiotnik bela może odnosić się do drzew liściastych (zwłaszcza brzóz) występującymi na tym obszarze, w porównaniu z czarnymi (tj. iglastymi) drzewami, występującymi na sąsiednim obszarze miasta Kočevje. 
Może to być również stare znaczenie zachodu, odnoszące się do zachodniego położenia regionu (patrz: Ruś Biała) w zestawieniu z chorwackim Pograniczem Wojskowym (słoweń. Vojna krajina). 
Słowo bela bywa łączona także z tradycyjnym białym strojem ludowym, noszonym przez mieszkańców tego regionu.

## Geografia

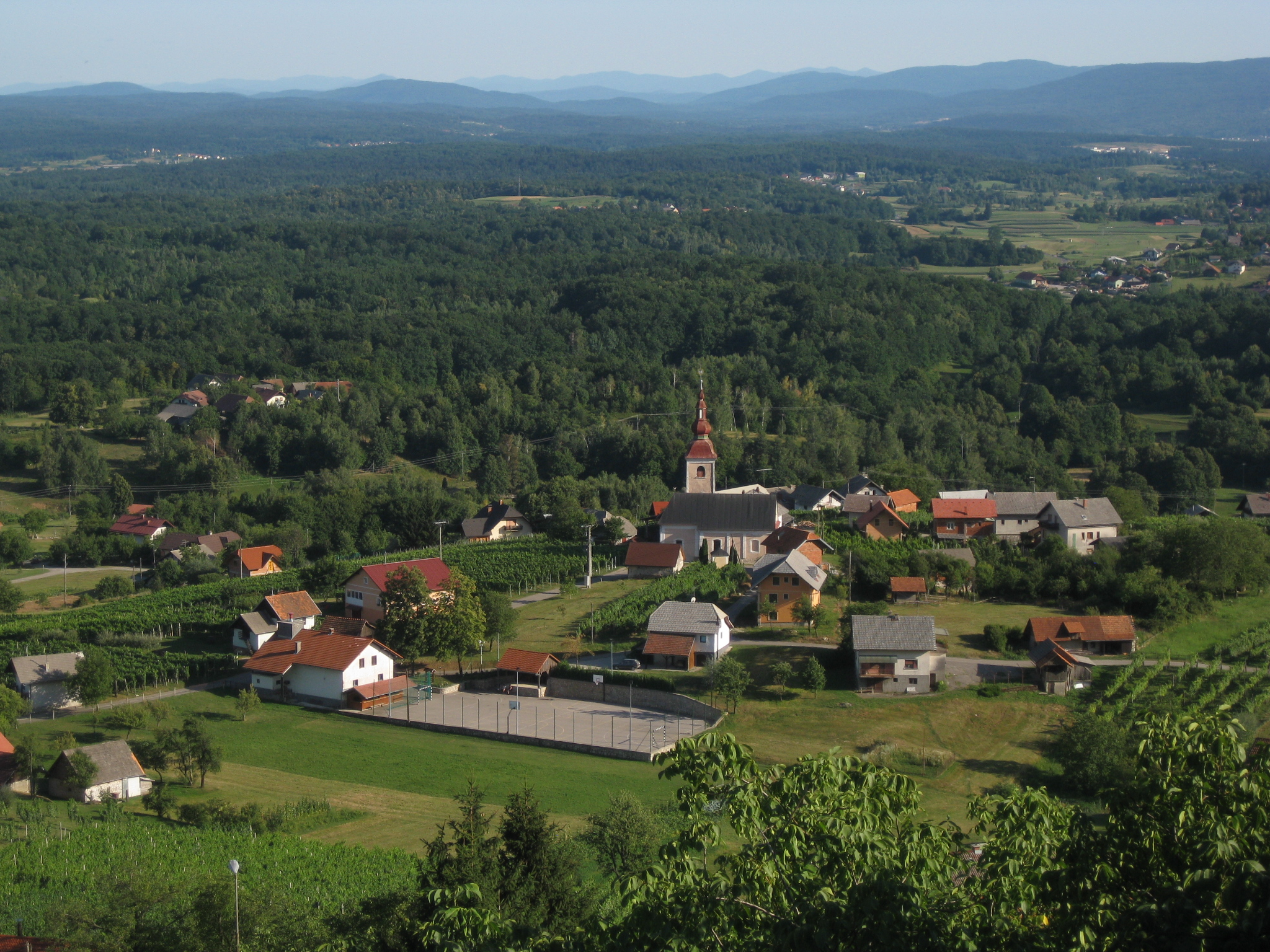
Krajobraz Belej krajiny

Na północy i zachodzie Bela krajina jest ograniczona pasmem gór Žumberačko gorje i Kočevski Rog, natomiast na południu i wschodzie otoczona jest rzeką Kupą, stanowiącą granicę między Słowenią a Chorwacją.
Główne miejscowości regionu to Črnomelj, Metlika, Semič i Vinica.